# Radiactividad de agregados
| Física nuclear • Núcleo • Nucleones (p, n) • Materia nuclear • Fuerza nuclear • Estructura nuclear • Procesos nucleares |

La radiactividad de agregados, también denominada radiactividad de partículas pesadas, radiactividad de iones pesados o desintegración por cúmulos pesados, es un tipo raro de desintegración nuclear en el que un núcleo atómico emite un pequeño agregado de neutrones y protones, más grande que una partícula alfa, pero más pequeño que un fragmento binario  típico de un proceso de fisión. La fisión ternaria, en la que resultan tres fragmentos, también genera productos con el tamaño de agregados. La pérdida de protones del núcleo padre lo transforma en el núcleo de un elemento diferente, el hijo, con un número másico Ad = A − Ae y número atómico Z d = Z − Ze, donde Ae = Ne + Ze.
Por ejemplo:
223
88Ra → 14
6C + 209
82Pb
Este tipo de modo de desintegración poco común se observó en radioisótopos que se desintegran predominantemente por desintegración alfa, y ocurre solo en un pequeño porcentaje de las desintegraciones de todos esos isótopos.
La relación de ramificación con respecto a la desintegración alfa es bastante pequeña (consúltese la tabla que figura a continuación).
{\displaystyle B=T_{a}/T_{c}}
Ta y Tc son las vidas medias del núcleo principal en relación con la desintegración alfa y la radiactividad de agregados, respectivamente.
La desintegración de un agregado, al igual que la desintegración alfa, es un proceso de túnel cuántico: para ser emitido, el cúmulo debe atravesar una barrera potencial. Este es un proceso diferente a la desintegración nuclear más aleatoria que precede a la emisión de fragmentos ligeros en la fisión ternaria, que puede ser el resultado de un proceso nuclear, pero también puede ser un tipo de radiactividad espontánea en ciertos nucleidos, lo que demuestra que la energía de entrada no es siempre necesaria para la fisión, que sigue siendo un proceso fundamentalmente diferente desde el punto de vista mecánico.
En ausencia de pérdida de energía por la deformación y excitación de los fragmentos, como en los fenómenos de fisión fría o en la desintegración alfa, la energía cinética total es igual al valor Q y se divide entre las partículas en proporción inversa a sus masas, como lo exige la conservación del momento lineal
{\displaystyle E_{k}=QA_{d}/A}
donde Ad es el número másico del núcleo hijo, Ad = A − Ae.
La desintegración de agregados existe en una posición intermedia entre la desintegración alfa (en la que un núcleo emite un núcleo de 4He) y la fisión espontánea, en la que un núcleo pesado se divide en dos (o más) fragmentos grandes y una cantidad variada de neutrones. La fisión espontánea termina con una distribución probabilística de productos hijos, lo que la distingue de la desintegración de agregados. En la desintegración por agregados de un radioisótopo determinado, la partícula emitida es un núcleo ligero y en el proceso de desintegración siempre se emite esta misma partícula. En el caso de los agregados con emisiones más intensas, prácticamente no existe diferencia cualitativa entre la desintegración por agregados y la fisión fría espontánea.

## Historia
La primera información sobre el núcleo atómico se obtuvo a principios del siglo XX mediante el estudio de la radiactividad. Durante un largo período de tiempo solo se conocieron tres tipos de modos de desintegración nuclear (alfa, beta y gamma). Ilustran tres de las interacciones fundamentales en la naturaleza: fuerte, débil y electromagnética. La fisión espontánea fue mejor estudiada poco después de su descubrimiento en 1940 por Konstantin Petrzhak y Gueorgui Fliórov debido a las aplicaciones militares y pacíficas de la fisión inducida, descubierta alrededor de 1939 por Otto Hahn, Lise Meitner y Fritz Strassmann.
Hay muchos otros tipos de radiactividad, como por ejemplo la desintegración por agregados, la emisión de protones, varios modos de desintegración beta retardada (p, 2p, 3p, n, 2n, 3n, 4n, d, t, alfa, f), la fisión de isómeros, o la fisión (ternaria) acompañada de partículas. La barrera potencial (principalmente vinculada a la ley de Coulomb) que debe superarse para la emisión de partículas cargadas, es mucho mayor que la energía cinética observada en las partículas emitidas. La desintegración espontánea solo puede ser explicada por el efecto túnel, de manera similar a la primera aplicación de la mecánica cuántica a los núcleos dada por George Gamow para la desintegración alfa.

En 1980, A. Sandulescu, D. N. Poenaru y W. Greiner publicaron cálculos que indicaban la posibilidad de un nuevo tipo de desintegración de núcleos pesados, intermedia entre la desintegración alfa y la fisión espontánea. La primera observación de radiactividad de iones pesados fue la de una emisión de carbono 14 de 30 MeV procedente del radio-223 realizada por H.J. Rose y G.A. Jones en 1984.
Encyclopædia Britannica

Generalmente la teoría explica un fenómeno ya observado experimentalmente. La desintegración de agregados es uno de los raros ejemplos de fenómenos predichos antes de su descubrimiento experimental. Las predicciones teóricas se hicieron en 1980,
cuatro años antes de que se produjera su descubrimiento experimental.
Se utilizaron cuatro enfoques teóricos: teoría de la fragmentación resolviendo una ecuación de Schrödinger con asimetría de masas como variable para obtener las distribuciones de masa de los fragmentos; cálculos de penetrabilidad similares a los utilizados en la teoría tradicional de la desintegración alfa, y modelos de fisión superasimétrica, numéricos (NuSAF) y analíticos (ASAF). Los modelos de fisión superasimétrica se basan en el enfoque macroscópico-microscópico
utilizando el modelo de recubrimiento asimétrico de dos centros
con las energías de cada nivel como datos de entrada para la modelización de las capas y correcciones de emparejamiento. Ya sea el modelo de gota líquida
o el modelo de Yukawa-plus-exponencial
extendido a diferentes relaciones carga-masa
se han utilizado para calcular la energía de deformación macroscópica.
La teoría de la penetrabilidad predijo ocho modos de desintegración: 14C, 24Ne, 28Mg, 32,34Si, 46Ar y 48,50Ca a partir de los siguientes núcleos principales: 222,224Ra, 230,232Th, 236,238U, 244,246Pu, 248,250Cm, 250,252Cf, 252,254Fm y 252,254No.
El primer informe experimental se publicó en 1984, cuando físicos de la Universidad de Oxford descubrieron que el 223Ra emite un núcleo de 14C entre cada mil millones (109) de desintegraciones por emisión de pártículas alfa.

## Teoría
El túnel cuántico se puede calcular extendiendo la teoría de la fisión a una asimetría de masa mayor, o mediante partículas emitidas más pesadas que las de la teoría de la desintegración alfa.
Tanto el enfoque de fisión como el de la radiación alfa son capaces de expresar la constante de desintegración {\displaystyle \lambda =\ln 2/T_{\text{c}}} como un modelo dependiente del producto de tres cantidades:
{\displaystyle \lambda =\nu SP_{\text{s}}}
donde {\displaystyle \nu } es la frecuencia de ataques a la barrera por segundo, S es la probabilidad de preformación del agregado en la superficie nuclear y Ps es la penetrabilidad de la barrera externa. En teorías tipo alfa, S es una integral superpuesta de las funciones de onda de los tres núcleos implicados (padre, hijo y agregado emitido). En una teoría de fisión, la probabilidad de preformación es la penetrabilidad de la parte interna de la barrera desde el punto de giro inicial Ri hasta el punto de contacto Rt.
Muy frecuentemente se calcula utilizando la aproximación de Wentzel-Kramers-Brillouin (WKB).
Se consideró un número muy grande, del orden 105, de combinaciones de conglomerados emitidos por los padres en una búsqueda sistemática de nuevos modos de radiación. La gran cantidad de cálculos podría realizarse en un tiempo razonable utilizando el modelo ASAF desarrollado por Dorin N Poenaru, Walter Greiner y otros. El modelo fue el primero que se utilizó para predecir cantidades mensurables en la desintegración por agregados. Se han predicho más de 150 modos de desintegración de cúmulos antes de que se haya informado de cualquier otro tipo de cálculos de vidas medias. Se han publicado tablas completas de semividas, relaciones de ramificación y energías cinéticas.
Las posibles formas de barrera similares a las consideradas en el modelo ASAF se han calculado utilizando el método macroscópico-microscópico.
Anteriormente,
se demostró que incluso la desintegración alfa puede considerarse un caso particular de la fisión fría. El modelo ASAF se puede utilizar para describir de manera unificada la desintegración alfa fría, la desintegración por agregados y la fisión fría (véase la figura 6.7 de la página 287 de la referencia [2]).
Se puede obtener con buena aproximación una curva universal (UNIV) para cualquier tipo de modo de desintegración de agregados con un número de masa Ae, incluida la desintegración alfa
{\displaystyle \log T=-\log P_{s}-22.169+0.598(A_{e}-1)}
En una escala logarítmica, la ecuación log T = f(log Ps) representa una única línea recta que puede usarse convenientemente para estimar la vida media. Se obtiene una curva universal única para los modos de desintegración alfa y de desintegración por agregados expresando log T + log S = f(log Ps).
Los datos experimentales sobre la desintegración de cúmulos en tres grupos de núcleos padres par-par, par-impar e impar-par se reproducen con precisión comparable mediante ambos tipos de curvas universales, UNIV y UDL deducidas utilizando la teoría de la matriz R, similar a la de la desintegración alfa.
Para determinar la energía liberada
{\displaystyle Q=[M-(M_{d}+M_{e})]c^{2}}
se puede utilizar la compilación de masas medidas
M, Md y Me de los núcleos padre, hijo y emitido, siendo c la velocidad de la luz. El exceso de masa se transforma en energía según la fórmula de Einstein (E = mc2).

## Experimentos
La principal dificultad experimental para observar la descomposición de los cúmulos proviene de la necesidad de identificar algunos eventos raros en un contexto de partículas alfa. Las cantidades determinadas experimentalmente son la vida media parcial, Tc, y la energía cinética del cúmulo emitido Ek. También es necesario identificar la partícula emitida.
La detección de radiaciones se basa en sus interacciones con la materia, dando lugar principalmente a ionizaciones. Utilizando un telescopio semiconductor y electrónica convencional para identificar los iones 14C, el experimento de Rose y Jones duró aproximadamente seis meses para obtener 11 eventos útiles.
Con los espectrómetros magnéticos modernos (SOLENO y Enge-split pole), en el Laboratorio Nacional de Orsay y Argonne (véase el capítulo 7 en la referencia [2], páginas 188-204), se podría utilizar una fuente muy potente, de modo que los resultados se obtuvieron en unas pocas horas.
Para superar esta dificultad se han utilizado detectores de huellas nucleares de estado sólido (SSNTD) insensibles a las partículas alfa y espectrómetros magnéticos en los que las partículas alfa son desviadas por un fuerte campo magnético. Los SSNTD son baratos y prácticos, pero requieren grabado químico y escaneado microscópico.
P. Buford Price, Eid Hourany, Michel Hussonnois, Svetlana Tretyakova, A. A. Ogloblin, Roberto Bonetti y sus colaboradores desempeñaron un papel clave en los experimentos sobre modos de desintegración de agregados realizados en Berkeley, Orsay, Dubna y Milán.
La principal región de 20 emisores observados experimentalmente hasta 2010 está por encima de Z = 86: 221Fr, 221-224,226Ra, 223,225Ac, 228,230Th, 231Pa, 230,232-236U, 236,238Pu y 242Cm. Solo se pudieron detectar límites superiores en los siguientes casos: desintegración 12C de 114Ba, desintegración 15N de 223Ac, desintegración 18O de 226Th, desintegración 24,26Ne de 232Th y de 236U, desintegración 28Mg de 232,233,235U, desintegración 30Mg de 237Np y desintegración 34Si de 240Pu y de 241Am.
Algunos de los emisores de agregados son miembros de las tres familias radiactivas naturales. Otros deberían ser producidos por reacciones nucleares. Hasta ahora no se ha observado ningún emisor impar-impar.
De muchos modos de desintegración con vidas medias y relaciones de ramificación en relación con la desintegración alfa predicha con el modelo analítico de fisión superasimétrica (ASAF), se han confirmado experimentalmente las 11 siguientes: 14C, 20O, 23F, 22,24-26Ne, 28,30Mg y 32,34Si. Los datos experimentales concuerdan bien con los valores predichos. Se puede observar un fuerte efecto de capa: por regla general, el valor más corto de la vida media se obtiene cuando el núcleo hijo tiene un número mágico de neutrones (Nd = 126) y/o protones (Zd = 82).
Las emisiones de agregados conocidas a partir de 2010 son las siguientes:
| Isótopo | Partícula | Relación de ramificación | log T(s) | Q (MeV) |
| ------- | --------- | ------------------------ | -------- | ------- |
| 221Fr   | 14C       | 8,14×10-13               | 14.52    | 31.290  |
| 221Ra   | 14C       | 1,15×10-12               | 13.39    | 32.394  |
| 222Ra   | 14C       | 3,7×10-10                | 11.01    | 33.049  |
| 223Ra   | 14C       | 8,9×10-10                | 15.04    | 31.829  |
| 224Ra   | 14C       | 4,3×10-11                | 15.86    | 30.535  |
| 225Ac   | 14C       | 4,5×10-12                | 17.28    | 30.476  |
| 226Ra   | 14C       | 3,2×10-11                | 21.19    | 28.196  |
| 228Th   | 20O       | 1,13×10-13               | 20.72    | 44.723  |
| 230Th   | 24Ne      | 5,6×10-13                | 24.61    | 57.758  |
| 231Pa   | 23F       | 9,97×10-15               | 26.02    | 51.844  |
|         | 24Ne      | 1,34×10-11               | 22.88    | 60.408  |
| 230U    | 22Ne      | 4,8×10-14                | 19.57    | 61.388  |
| 232U    | 24Ne      | 9,16×10-12               | 20.40    | 62.309  |
|         | 28Mg      | < 1,18×10-13             | > 22.26  | 74.318  |
| 233U    | 24Ne      | 7,2×10-13                | 24.84    | 60.484  |
|         | 25Ne      |                          |          | 60.776  |
|         | 28Mg      | <1,3×10-15               | > 27.59  | 74.224  |
| 234U    | 28Mg      | 1,38×10-13               | 25.14    | 74.108  |
|         | 24Ne      | 9,9×10-14                | 25.88    | 58.825  |
|         | 26Ne      |                          |          | 59.465  |

| Isótopo | Partícula | Relación de ramificación | log T(s) | Q (MeV) |
| ------- | --------- | ------------------------ | -------- | ------- |
| 235U    | 24Ne      | 8,06×10-12               | 27.42    | 57.361  |
|         | 25Ne      |                          |          | 57.756  |
|         | 28Mg      | < 1,8×10-12              | > 28.09  | 72.162  |
|         | 29Mg      |                          |          | 72.535  |
| 236U    | 24Ne      | < 9,2×10-12              | > 25.90  | 55.944  |
|         | 26Ne      |                          |          | 56.753  |
|         | 28Mg      | 2×10-13                  | 27.58    | 70.560  |
|         | 30Mg      |                          |          | 72.299  |
| 236Pu   | 28Mg      | 2,7×10-14                | 21.52    | 79.668  |
| 237Np   | 30Mg      | < 1,8×10-14              | > 27.57  | 74.814  |
| 238Pu   | 32Si      | 1,38×10-16               | 25.27    | 91.188  |
|         | 28Mg      | 5,62×10-17               | 25.70    | 75.910  |
|         | 30Mg      |                          |          | 76.822  |
| 240Pu   | 34Si      | < 6×10-15                | > 25.52  | 91.026  |
| 241Am   | 34Si      | < 7,4×10-16              | > 25.26  | 93.923  |
| 242Cm   | 34Si      | 1×10-16                  | 23.15    | 96.508  |

## Estructura fina
La estructura fina en la emisión de 14C a partir del 223Ra fue analizada por primera vez por M. Greiner y W. Scheid en 1986.
El espectrómetro superconductor SOLENO del IPN Orsay se utiliza desde 1984 para identificar agregados de 14C emitidos por núcleos de 222–224,226Ra. Además, se utilizó para descubrir.
la estructura fina que observan los tránsitos a los estados excitados de la párticula hija. Una transición con un estado excitado de 14C predicho por Greiner y Scheid aún no se había observado en 2020.
Sorprendentemente, los experimentadores habían visto una transición al primer estado excitado de la hija más fuerte que al estado fundamental. La transición se favorece si el nucleón desacoplado se deja en el mismo estado tanto en el núcleo padre como en el hijo. De lo contrario, la diferencia en la estructura nuclear supone un gran obstáculo.
Sí se confirmó una interpretación deducida de la teoría: el componente esférico principal de la función de onda principal deformada tiene un carácter i11/2, es decir, el componente principal es esférico.